# West Coast (Nuova Zelanda)
West Coast, in māori: Te Tai Poutini ("la costa di Poutini", un taniwha, numi oceanici e degli specchi d'acqua), è una delle 16 regioni della Nuova Zelanda. La regione occupa la maggior parte della costa Occidentale dell'Isola del Sud.